# Bugiardo più che mai... più incosciente che mai...
Bugiardo più che mai... più incosciente che mai... es el decimotercer álbum de la cantante italiana Mina, el segundo de estudio publicado en noviembre de 1969 por la discográfica PDU iniciada por Mina y su padre en 1967.
En la primera edición distribuida por Durium, el disco tenía una carpeta doble con solapa y con una presentación de Mario De Luigi. Más adelante, en algunas de las siguientes reimpresiones de EMI este se convirtió en un sobre cerrado y sin presentación (que no se ha vuelto a publicar incluso en las reediciones en CD). Otra diferencia entre las dos ediciones es la calidad de impresión de la foto de portada: en la edición de Durium el gradiente entre la imagen y el negro resulta ser de mucha calidad. Por el contrario, la edición a cargo de EMI y que salió unos meses más tarde, el gradiente es mucho más pobre, lo que hace visible la brecha entre la imagen y el fondo.
La foto de portada se tomó, como sucede a menudo en los discos de Mina, de un anuncio para la compañía Barilla, con la canción Un colpo al cuore.
En Una mezza dozzina di rose Mina también aparece como autora, algo que hizo muy a menudo a lo largo de su carrera.
Arreglos de Augusto Martelli, excepto: Emmanuelle (Gianni Ferrio); Attimo per attimo (Berto Pisano).
Ingeniero de sonido: Nuccio Rinaldis

## Lista de canciones
| N.º | Título                                               | Duración |  |
| 1.  | «Un'ombra»                                           | 3:22     |  |
| 2.  | «Un giorno come un altro (Un premier jour sans toi)» | 2:45     |  |
| 3.  | «Una mezza dozzina di rose»                          | 3:57     |  |
| 4.  | «Emmanuelle»                                         | 3:09     |  |
| 5.  | «Com açucar, com afeto»                              | 4:15     |  |
| 6.  | «Non c'è che lui»                                    | 3:40     |  |
| 7.  | «Bugiardo e incosciente (La tieta)»                  | 6:16     |  |
| 8.  | «I problemi del cuore»                               | 3:44     |  |
| 9.  | «Ma è soltanto amore»                                | 2:52     |  |
| 10. | «Non credere»                                        | 4:06     |  |
| 11. | «Il poeta»                                           | 2:58     |  |
| 12. | «Attimo per attimo»                                  | 3:26     |  |

- Datos: Q3596352